# Hans W. Geißendörfer
Hans W. Geißendörfer (Augsburgo, 6 de abril de 1941) es un director y productor de televisión y cine alemán.
Director de La celda de cristal (1978, protagonizada por Brigitte Fossey), que fue nominada al Premio de la Academia a la Mejor Película en Lengua Extranjera,  y otras 16 películas (El pato silvestre protagonizada por Jean Seberg, La montaña mágica protagonizada por Rod Steiger, Justiz), es el creador de la serie de televisión Lindenstraße (1985-2018).
En 1970, Geißendörfer ganó el Premio de Cine de Oro en el Deutscher Filmpreis a la Mejor Dirección Revelación por su primera película, Jonathan. En 1971 dirigió la película para televisión Carlos, protagonizada por Gottfried John y Anna Karina. Su película de 1976 Sternsteinhof fue presentada en el 10º Festival Internacional de Cine de Moscú. En 1992 su película Gudrun fue presentada en el 42º Festival Internacional de Cine de Berlín, donde obtuvo una mención honorífica.  Su drama Schneeland (2005, protagonizado por Julia Jentsch y Thomas Kretschmann), basado en la novela Hohaj de Elisabeth Rynell, ganó el Gran Premio Especial en el Festival Internacional de Cine de Montreal.
La película El tío Boonmee que recuerda sus vidas pasadas, coproducida por Geissendörfer Film- und Fernsehproduktion, presentada el 21 de mayo de 2010 en el Festival de Cannes, ganó la Palma de Oro.

## Biografía
Hans W. Geißendörfer creció en una familia de sacerdotes evangélicos  en Neustadt an der Aisch. Su padre era un capellán militar que murió poco después de su nacimiento. Asistió al Windsbach Gymnasium y se graduó del bachillerato. De 1962 a 1967 estudió alemán, teatro, psicología y lenguas africanas en Marburgo, Erlangen, Viena y Zúrich.
Durante sus estudios y después de abandonarlos, viajó por Europa, Asia y África. Realizó películas en 16 mm, que fueron compradas por cadenas de televisión y transmitidas parcialmente editadas. En 1968 se trasladó a Múnich, donde amplió sus conocimientos cinematográficos con otros cineastas como Wim Wenders. Tras un breve periodo como asistente de dirección, pudo realizar sus primeras películas para televisión.
En 1971 fundó Filmverlag der Autoren con otros cineastas de autor del Nuevo cine alemán. En los años siguientes dirigió, entre otras cosas, sofisticadas adaptaciones literarias, thrillers y películas de temática histórica.
En 1982, Geißendörfer fundó su propia productora, Geißendörfer Film- und Fernsehproduktion GmbH, o para abreviar gff GmbH. De 1985 a 2019 produjo la primera serie alemana de larga duración, Lindenstraße, en colaboración con WDR, que Geißendörfer también dirigió durante un tiempo. Para crear esta serie se inspiró en su infancia en un edificio de apartamentos en Neustadt an der Aisch, la segunda inspiración fue la serie de televisión británica Coronation Street, que se produce y emite en Gran Bretaña desde 1960.
Geißendörfer fue uno de los miembros fundadores de la Academia de Cine Alemana en 2003. En 2011, fue uno de los cofundadores del portal de video bajo demanda alleskino.de, cuyo objetivo es mostrar todas las producciones cinematográficas alemanas.
La directora alemana Hana Geißendörfer es su hija, el profesor de secundaria de Neustadt, director del coro de trombones (desde 1968)  y compositor Dieter Geißendörfer (1939–2012)  era su hermano.

## Filmografía seleccionada
- Jonathan (1970)
- La caída de Lena Christ (1970, película para televisión) - (película biográfica sobre Lena Christ )
- Eine Rose für Jane (1970, película para televisión)
- Carlos (1971, película para televisión) - (basada libremente en Don Carlos )
- Marie (1972, película para televisión)
- Los padres (1974, película para televisión)
- Perahim - die zweite Chance (1974, película para televisión) - (basada en una novela de C. Virgil Gheorghiu )
- Lobster (1976, serie de televisión)
- La mansión Sternstein ( Sternsteinhof, 1976) - (basada en una novela de Ludwig Anzengruber )
- El pato salvaje ( Die Wildente, 1976) - (basada en El pato salvaje )
- La celda de cristal ( Die gläserne Zelle, 1978) - (basada en La celda de cristal )
- Theodor Chindler (1979, miniserie de televisión) - (basada en una novela de Bernard von Brentano )
- La montaña mágica (Der Zauberberg, 1982) - (basada en La montaña mágica de Thomas Mann)
- El diario de Edith (1983) [18] - (basada en El diario de Edith )
- Lindenstraße (1985-2020, serie de televisión, director y productor)
- Bumerang-Bumerang (1989)
- Gudrun (1992)
- Justiz (1993) - (basada en la novela homónima de Friedrich Dürrenmatt)
- Entführung aus der Lindenstraße - (dir. George Moorse, 1995, película para televisión, productor)
- Schneeland (2005) - (basada en una novela de Elisabeth Rynell )
- In der Welt habt ihr Angst (2011)
- El amigo alemán (2012) - (dir. Jeanine Meerapfel, coproductor)

- 2015: Tatort: Schwerelos - (película para televisión, productor)
- 2017: Punto ciego - (productor)